# مالیانو ین توسانا
مالیانو ین توسانا (به ایتالیایی: Magliano in Toscana) یک کومونه در ایتالیا است که در استان گروستو واقع شده‌است.

## خصوصیات
مالیانو ین توسانا ۲۵۱٫۳ کیلومترمربع مساحت و ۳٬۷۴۷ نفر جمعیت دارد و ۱۲۸ متر بالاتر از سطح دریا واقع شده‌است.